# Schräggestreifte Muskulatur
Die schräggestreifte Muskulatur stellt einen Sonderfall der gestreiften Muskulatur dar. Dieser Muskeltyp ist unter Evertebraten weit verbreitet, da hier die Verkürzung des Muskels nicht durch Hebelarme verstärkt werden kann. Als Vertreter sind hier beispielsweise Turbellarien, Nematoden, Mollusken (im Besonderen Cephalopoden) sowie Anneliden mit ihrem Hautmuskelschlauch zu nennen.
Analog zum quergestreiften Muskel lassen sich A- und I-Banden unterscheiden, diese bilden hier jedoch einen spitzen Winkel zur Längsachse der Fasern. Dadurch kommt die lichtmikroskopisch sichtbare Schrägstreifung zustande. Anstelle der Z-Scheiben sind im schräggestreiften Muskel stäbchenförmige Z-Elemente zu finden. An diesen gleiten sowohl die Myosin- als auch die Aktinfilamente vorbei und dringen so in das benachbarte Sarkomer ein. Der Z-Bereich stellt daher keine Barriere für das Gleiten der Filamente dar und ermöglicht so eine weitere Verkürzung des Muskels. Dieser Muskeltyp ist daher zu sehr starken Längenänderungen in der Lage.